# 格雷丝·鲍尔斯顿
格雷丝·鲍尔斯顿（英語：Grace Balsdon，1993年4月13日—），英国女子曲棍球运动员，2018年英联邦运动会女子铜牌得主、2020年夏季奥林匹克运动会女子铜牌得主、2022年英联邦运动会女子金牌得主。